# Siphonoporella ovalis
Siphonoporella ovalis är en mossdjursart som beskrevs av Canu och Bassler 1929. Siphonoporella ovalis ingår i släktet Siphonoporella och familjen Steginoporellidae. Inga underarter finns listade i Catalogue of Life.